# Sydkustleden
Sydkustleden är en cykelled i Skåne.
Sydkustleden består av 6 etapper och totalt 260 km cykelled. Cykelleden sträcker sig från Simrishamn till Helsingborg.
1. Simrishamn–Ystad
2. Ystad–Trelleborg
3. Trelleborg–Skanör och Falsterbo
4. Skanör och Falsterbo–Malmö
5. Malmö–Landskrona
6. Landskrona–Helsingborg

Sydkustleden är Sveriges tredje nationellt klassade turismcykelled och invigdes i juni 2019. Certifieringen intygar att leden är av hög kvalitet, är trafiksäker samt att det finns ett brett utbud av upplevelser och service längs leden. Trafikverket har tagit fram ett dokument för nationella cykelleder som ligger till grund för Sydkustledens utformning: Cykelleder för rekreation och turism. Klassificering, kvalitetskriteriet och utmärkning.
I dagsläget finns det tre cykelleder i Sverige som uppnår denna klassificering; Kattegattleden med lednummer 1, Sydostleden med lednummer 2 och Sydkustleden med lednummer 3.